# مارشال (ساسکاچوان)
مارشال (به انگلیسی: Marshall) یک منطقهٔ مسکونی در کانادا است که در ساسکاچوان واقع شده‌است. مارشال ۱٫۰۱ کیلومتر مربع مساحت و ۵۳۳ نفر جمعیت دارد.